# Pora
Il Pora (o Porra) è un torrente ligure di circa 15 km.

## Geografia

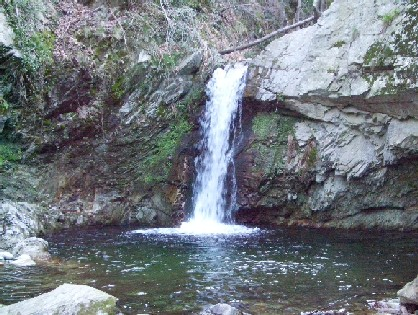
Il torrente a Rialto

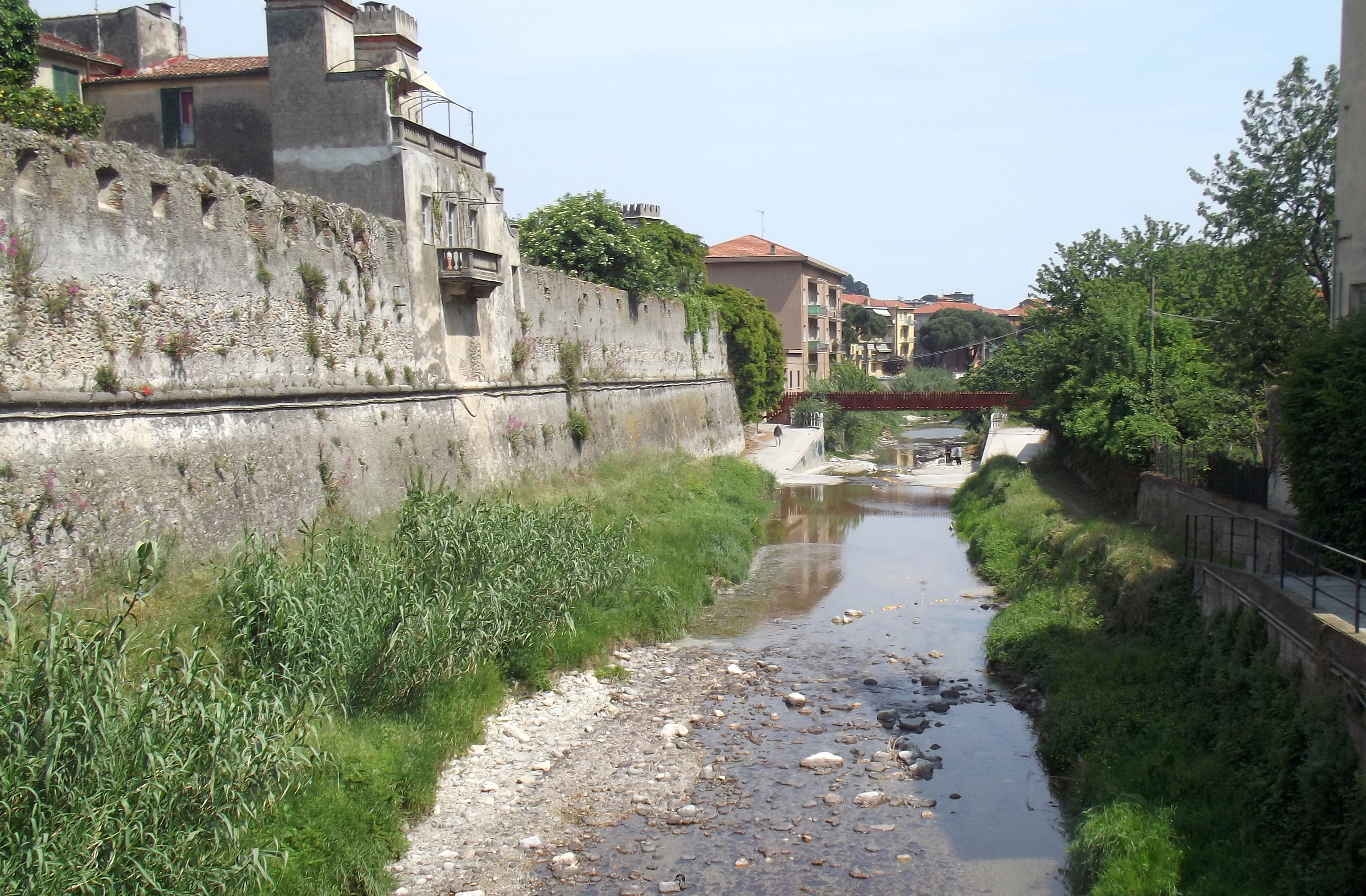
Il Pora a Finalborgo

Il torrente nasce attorno a 1000 m di quota sulle Prealpi Liguri, non lontano dal colle di Melogno, alla confluenza tra il rio Rivase e il rio Peccione (comune di Rialto). Percorre la Valle Pora passando per il territorio del comune di Calice Ligure, dove riceve da sinistra le acque del torrente Carbuta. Dirigendosi verso sud-est raggiunge poi Finalborgo e viene raggiunto dal suo principale affluente, il torrente Aquila. Un paio di km più a valle sfocia infine nel mar Ligure, dopo essere stato scavalcato dalla Ferrovia Genova-Ventimiglia e dalla Via Aurelia.
Tutto il suo bacino idrografico (59 km²) ricade in provincia di Savona.

### Principali affluenti
- Sinistra idrografica:

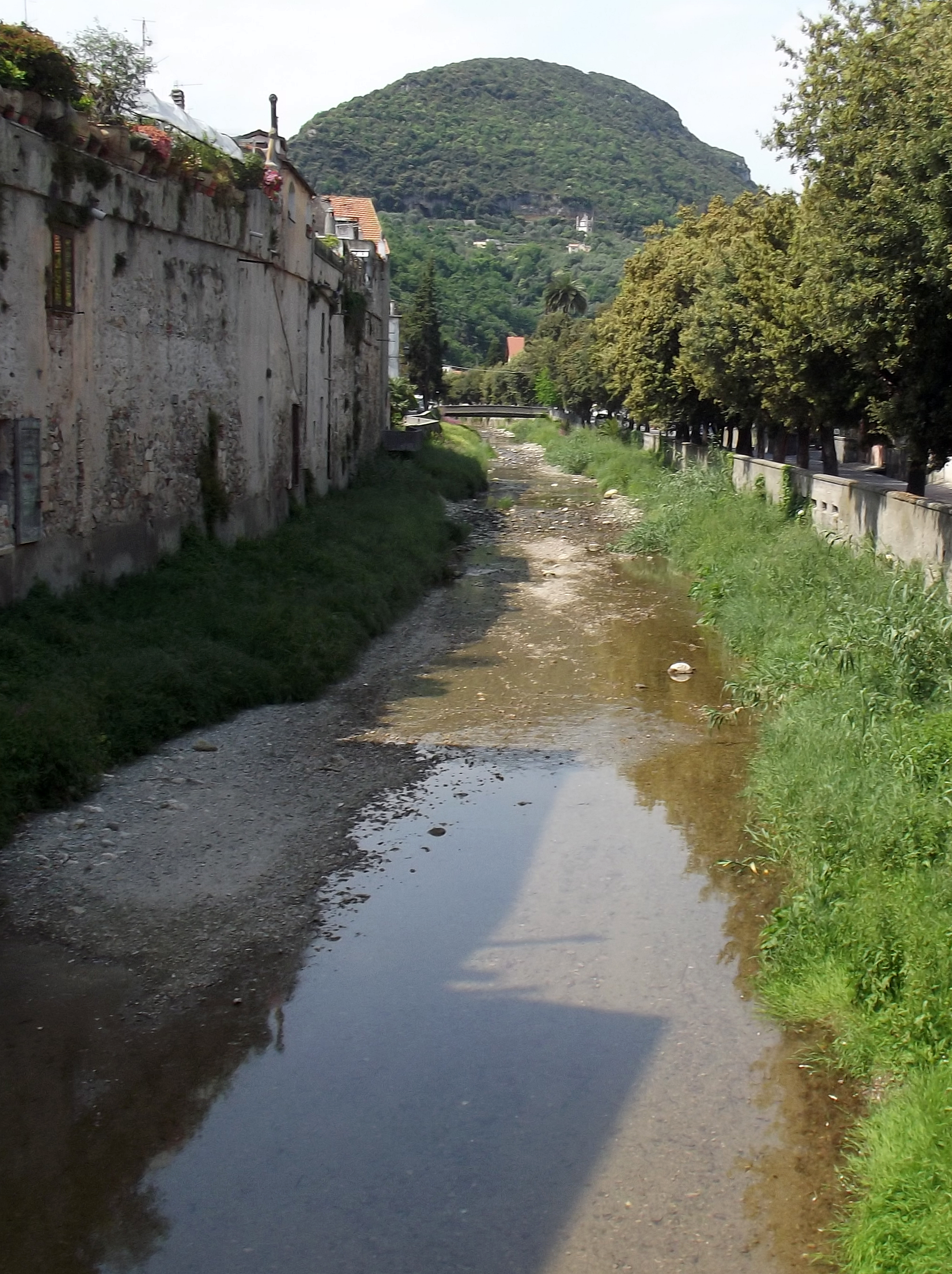
Il torrente Aquila

  - torrente Carbuta (bacino 6 km²): nasce nei pressi del Pian dei Corsi e raggiunge il Pora a Calice Ligure;
  - torrente Aquila (bacino 21 km²): dal monte Alto (956 m) si dirige verso sud e attraversa il comune di Orco Feglino confluendo nel Pora a Finalborgo.
- Destra idrografica:
  - rio Ravin: nasce sulle pendici sud-orientali del Bric Gettina;
  - rio Molino.